# 2025年香港
|        | 香港歷史 \| 香港歷史年表                                                                                                   |
| 世紀： | 20世紀香港 \| 21世紀香港 \| 22世紀香港                                                                                     |
| 年代： | 1990年代香港 \| 2000年代香港 \| 2010年代香港 \| 2020年代香港 \| 2030年代香港 \| 2040年代香港 \| 2050年代香港               |
| 年份： | 2021年香港 \| 2022年香港 \| 2023年香港 \| 2024年香港 \| 2025年香港 \| 2026年香港 \| 2027年香港 \| 2028年香港 \| 2029年香港 |
| 紀年： | 乙巳年（蛇年）、香港開埠184周年、香港回歸28周年                                                                            |

## 政府

### 行政

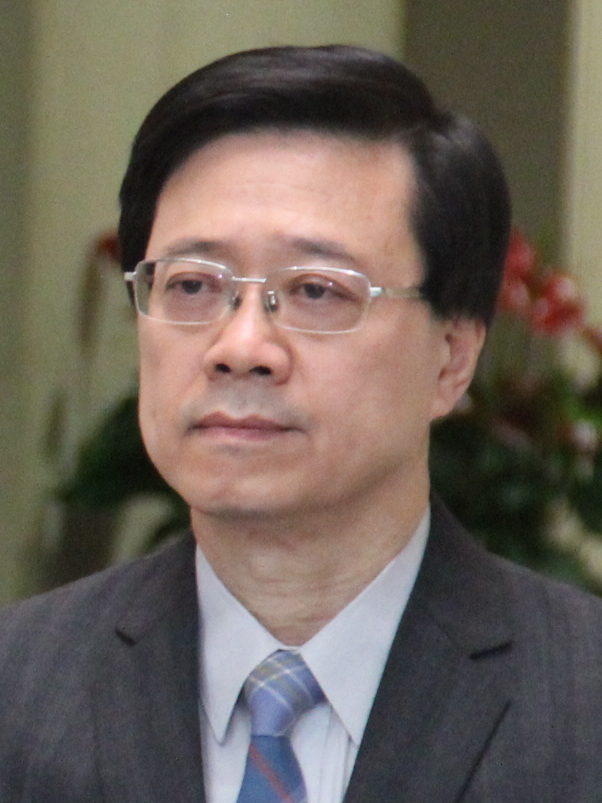
行政長官：李家超
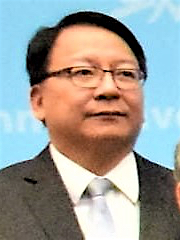
政務司司長：陳國基
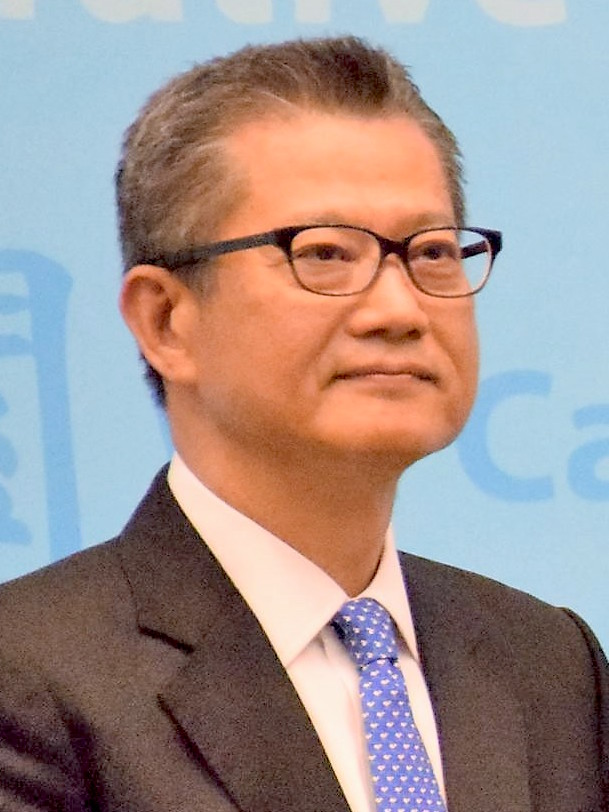
財政司司長：陳茂波
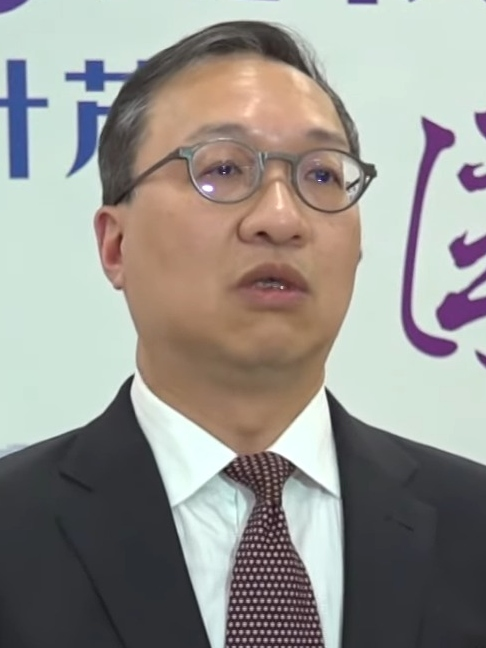
律政司司長：林定國

### 立法

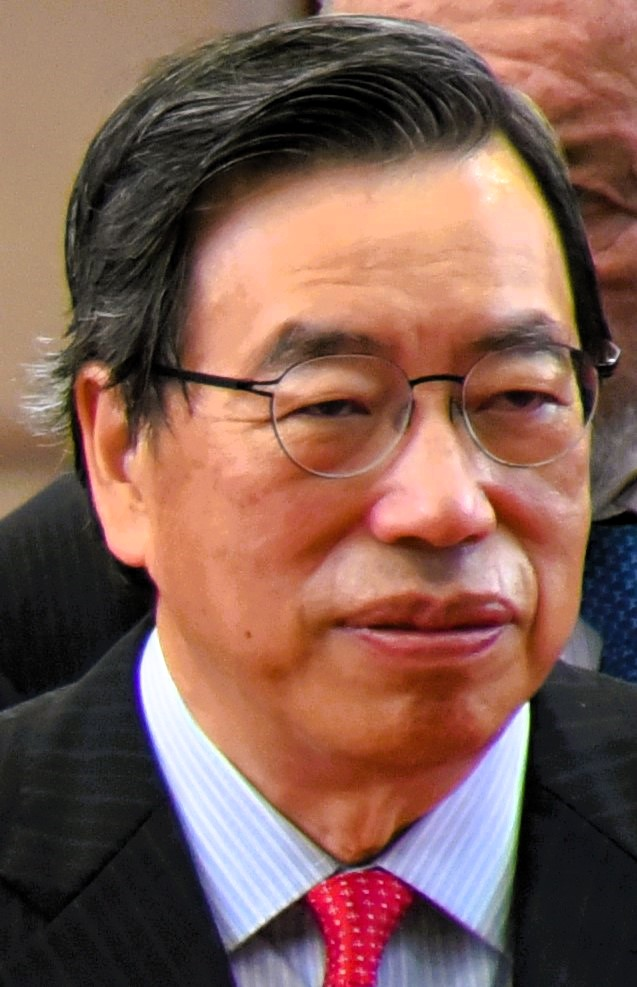
立法會主席：梁君彥

### 司法

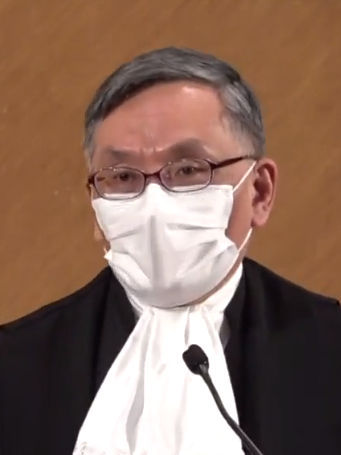
終審法院首席法官：張舉能

## 大事時序

### 1月
- 1月1日：凌晨1時許，三號幹線奧海城對出發生致命嚴重交通意外，一輛的士疑切線時，撞到一輛高速行駛的黑色私家車，釀成3死4傷。私家車上30歲男司機、兩名分別33歲及34歲的男乘客均告不治，65歲的士司機涉嫌危險駕駛引致他人死亡被捕。[1]
- 1月3日：九龍灣宏基街發生致命交通意外，一名40歲休班海關以身擋路嘗試攔一輛電單車，導致電單車失控撞樹，27歲男司機當場死亡，該名海關涉嫌干預汽車罪被捕。[2]
- 1月5日：啟德體育園主場館舉行首場測試賽，入場人數有1.02萬人。不過觀眾對禁帶物品存放的安排感到失望。[3]
- 1月8日：盧煜明接替段崇智，出任第9任香港中文大學校長。[4]
- 1月10日：
  - 嘉禾院線旗下4間戲院的網頁一度無法顯示售票資訊而傳停業，而戲院職員表示「不清楚」。其後3間戲院在傍晚起更新網頁，並展示預售時間到下周三。[5]
  - 將軍澳景林邨法團選舉，警方拘捕17人，涉及監票人員及候選人作出言語恐嚇。部分被捕人士有黑幫背景。[6]
- 1月12日：7男5女港人被誘騙到緬甸遭到禁錮，並從事非法工作。副保安局長卓孝業率領警隊及入境處人員，到訪泰國當地的司法部進行跟進和交流情報。最後全部人被接走。[7]
- 1月13日：
  - 啓德新急症醫院地盤發生巨型棚架倒塌的工業意外，造成11名工人受傷，其中4人危殆。[8]
  - 警方國安處帶走香港民意研究所主席及行政總裁鍾庭耀和兩名職員協助調查，並搜查辦公室。[9]
- 1月14日：中大麻醉及深切治療學系時任副教授許金山在2018年被裁定兩項謀殺罪成。案件在2024年發還重審。經過41天審訊後，陪審團一致裁定許金山兩項謀殺罪成，法官依例判處終身監禁。其後許金山不服定罪提出上訴。[10]
- 1月15日：房委會「舉報濫用公屋獎」實施，成功舉報者可獲得3,000元獎金及感謝狀。不過此舉令部分公屋住戶擔憂。[11]
- 1月19日：一名乘客被指在港鐵逃票，邀交罰款後不服上訴。一星期後，雖然港鐵表示是誤判並會安排退款。但事主表示未獲得退款，同時批評員工誘導事主簽紙認罪和罰款，認為查票機制有問題。[12]
- 1月22日：元朗宏業西街發生謀殺及傷人案，一名24歲男子不治。警方其後在附近進行反罪惡行動，並拘捕4名男疑兇，當中兩人是逃往泰國被拒入境後在香港機場被捕。[13]
- 1月26日：
  - 大嶼山迪欣湖活動中心被人發現一具燒焦屍體。據警方了解，死者初步相信為自殺，初步判斷是31歲來自內地的男子。而活動中心暫停開放，直至另行通知。[14]
  - 北角東區走廊下長約1.1公里的東岸板道（西段）對外開放。[15]
- 1月31日：一架接載美麗華旅遊旅行團的巴士在抵達上海浦東國際機場時失控撞向道路護欄，其中一名港人領隊拋出車外身亡。

### 2月
- 2月5日：
  - 美國對華加徵10%關稅，而美國郵政亦一度宣布暫停接收來自中國內地及香港的包裹，但只維持了半天便取消相關安排。[16]
  - 凌晨約4時，港鐵東鐵線一列工程車於太和站與粉嶺站之間路段因轉向架出軌而無法移走，導致服務延誤近7小時。而港鐵強調並非出軌。[17]
- 2月10日：渣打香港馬拉松比賽期間因有3名來自內地跑手調亂號碼布，遭大會取消資格。[18]
- 2月11日：
  - 瑪嘉烈醫院3名腫瘤科醫生過去一周到同一間餐廳用膳，先後出現腹瀉等症狀，其中一名30歲醫生病發後3日死亡。[19]
  - 元朗振興新村發生雙屍案，一對93歲及69歲父子被人發現在單位內死亡。而93歲的19歲孫兒在朗屏邨墮樓身亡。據悉93歲老翁本身為新田的地主，最近就相關問題進行訴訟。[20]
- 2月13日：
  - 香港民意研究所即日起無限期擱置所有自費研究活動。[21]

- 2月19日：政府提出大幅修訂《職工會條例》，以維護國家安全。當中包括職工會登記局局長有權基於國安考慮，拒絕工會的新登記和合併申請，並不設上訴機制。同時禁止危害國安全定罪者登記職工會或出任職工會職員，工會接受境外勢力資金前亦須向登記局局長申報。[22]
- 2月20日：民主黨宣布解散，同日香港民族黨宣布恢復運作。[23]
- 2月21日：本港老牌承建商保華建業集團旗下5間公司申請臨時清盤。特區政府亦就事件發表聲明，表示有13項工務工程合約與公司相關。[24]
- 2月22日：食環署4名外判清潔工被人發現自攜街招張貼，拍攝記錄後再自行撕走。事後涉事員工已經被解僱。工會發起聯署聲明，要求撤回解僱決定。[25]
- 2月24日：深井麗都花園一名2日大男嬰在單位昏迷，證實當場死亡，警方拘捕一名30歲菲律賓裔母親，案件列作疏忽照顧兒童。[26]
- 2月27日：時任立法會議員林卓廷與6男子被控2019年7月21日在港鐵元朗站內涉參與暴動，受審後被裁定同一項暴動罪成。林卓廷被判囚37個月，當中3個月與「初選案」判刑同期執行，總刑期為9年7個月。
- 2月28日：聖保羅書院一名中五學生在杭州參與公民與社會發展科內地交流考察活動期間疑上吊自殺。聖保羅書院回覆傳媒查詢時確認事件，但不方便透露事發日期及原因。

### 3月
- 3月1日：啟德體育園開幕。
- 3月3日：有52年歷史的新光戲院結業。
- 3月4日：士碌架世界大獎賽首度在港舉行，不過尾場賽事舉行期間，啟德體育園的保安要求在場觀眾直接離開會場。而球手繼續閉門作賽。澳洲桌球手羅拔臣以為當時是宵禁。賽事組委會其後就事件發聲明致歉，受影響人士可以憑票尾兌換之後比賽的門票。文化體育及旅遊局局長羅淑佩形容事件非常不理想。[27]
- 3月5日：明愛醫院發生致命醫療事故，一名75歲男病人懷疑被餵錯食物導致骾喉，搶救後不治。負責餵餐指示的護士和餵病人的護士學生事後被安排休假。[28]
- 3月6日：支聯會拒交資料案，終審法院一致裁定鄒幸彤、鄧岳君、徐漢光終極上訴得直，撤銷3人定罪及刑罰。[29]
- 3月10日：外賣平台戶戶送Deliverloo宣布撤出香港市場。
- 3月11日：2019年8月31日灣仔衝突案，社工陳虹秀原裁定裁定暴動表證不成立，但律政司上訴得直重審後裁定暴動罪成。[30]
- 3月15日：香港多區出現狂風大雨，天水圍天瑞邨瑞心樓有工作中的吊船在半空不斷搖擺，最終工人成功返回安全位置，沒有受傷。工業傷亡權益會認為事件反映公司安全管理有問題，要求房署檢討指引。[31]
- 3月16日：火炭穗禾路發生謀殺案，一名52歲男子遭到兩人持刀襲擊，送院後不治。警方調查後發現死者和兇徒均有黑社會背景，案件與金錢糾紛有關。其後拘捕2男1女。[32]
- 3月21日：房委會資助房屋小組委員會通過收緊公屋富戶政策，租戶將按入息繳交2.5倍至4.5倍租金，並另加差餉。繳交4.5倍租金的租戶繳交4年後須遷出。[33]
- 3月25日：政府推行公立醫院收費改革方案，急症室收費由現時180元加至400 元，專科門診及家庭醫學門診亦會設標準藥費。公營門診服務收費亦會調整。普通科門診每次收 150 元，專科門診費用會每次診症收費為250元。門診檢查項目亦會逐項收費。
- 3月28日：香港國際七人欖球賽首次移師至啟德體育園舉行。
- 3月30日：為慶祝舊啟德機場成立100周年，國泰航空安排A350-1000客機，在維港以1100呎的高度飛行，吸引不少市民拍照。

### 4月
- 4月1日：
  - 時任立法會議員林卓廷被控披露「721 事件」游乃強受查案，終審法院5名法官以3比2裁定律政司終極上訴得直，恢復林卓廷的定罪及判刑。法官認為任何人知情下披露某人正受調查已屬犯法。[34]
  - 美國宣布制裁律政司長林定國、早前剛卸任警務處長的蕭澤頤和中央人民政府駐港國家安全公署署長董經緯等5名香港及內地官員。[35]
- 4月2日：
  - 地政總署展開行動，收回黃大仙竹園（黃大仙區）的土地。有居民被拒絕返回家園取個人物品，批評當局未有預早通知便進行遷拆，同時不滿政府補償額不足，一度發生衝突。[36]
  - 發展局首次推出3個生態旅遊片區，包括前南丫島石礦場用地、南大嶼生態康樂走廊，以及尖鼻嘴與白泥，邀請市場提交意向書。
- 4月4日：
  - 美國網紅IShowSpeed到訪香港，其行程在YouTube直播，吸引超過12萬人觀看。行程亦吸引大批市民跟追和聚集。[37]
  - 古洞發生懷疑毒狗事件。今日（4日）上午8時02分，警方接獲古洞南路近古洞水塘一名男子報案，指其飼養的4隻狗身亡，懷疑遭人毒害，另有兩犬下落不明。警方接報到場，認為事件有可疑，正著手調查，並通知愛協到場跟進。[38]
- 4月7日：受到美國總統特朗普實施「對等關稅」影響，全球出現股災。恒生指數大跌超過3000點（跌幅逾13.2%），為全球主要股市表現中最差，同時為歷來最大點數跌幅。[39]
- 4月8日：
  - 特首李家超為應對美國總統特朗普實施「對等關稅」，宣佈推出7方面應對策略，包括全面把握國家發展機遇，積極融入國家發展大局；加強同東盟、中東、一帶一路國家合作；加快升級轉型發展高增值經濟模式、加大發展創科、推動國際金融合作、吸引海外企業和資金進駐和為業界提供支援。[40]
  - 英國樂隊Coldplay於啟德體育園主場館舉行首場演唱會，場館外有人售「黃牛票」，警方拘捕6人。[41]
  - 特首會同行政會議批准北環線主線方案，目標2034年竣工。[42]
- 4月11日：社工謝世傑曾經就環保署有條件批准新田科技城環評報告入稟司法覆核，不過他遭恐嚇而申請退出案件，改為由前區議員陳嘉琳接手。高院駁回陳嘉琳的替代申請，認為她過去並無就環評發表意見，同時指兩人沒有展示足夠的利益一致性。
- 4月13日：受到內地沙塵氣流影響，香港的空氣質素逐漸轉差。環保署公布，下午各區監測站的空氣質素健康風險曾經達到「甚高」水平。到4月14日傍晚，全港18個空氣監測站中有14個錄得「嚴重」級別。[43]
- 4月18日：復活節長假期首天，入境處表示截至晚上9時，有112.4萬人次進出香港，按年增8.52%，當中70萬為香港居民，多個陸路口岸人流擠擁。大量港人外遊下，有本地的商戶形容生意較以往的假期少約一半。[44]
- 4月29日：
  - 民主派初選案中，被告毛孟靜、譚文豪、郭家麒、范國威刑滿出獄，並乘坐警方安排的車輛離開，其中范國威由警員陪同返回寓所。[45]
  - 連鎖茶餐廳金記冰室遭到債權人入稟高等法院進行清盤。[46]
- 4月30日：
  - 國安處拘捕一名22歲男子，涉線上線下煽動「港獨」，包括在社交媒體發布具有港獨意味帖文和在人流密集的地點張貼煽動他人顛覆國家政權的單張。[47]
  - 金管局公布3月底負資產住宅按揭錄得40,741宗，按季增加6.13%，數字為2003年12月以來新高。[48]

### 5月
- 5月1日︰國安處首次引用《維護國安條例》下的「企圖處理潛逃者財產罪」，在4月30日拘捕潛逃者郭鳳儀的父親及二哥，涉嫌協助郭鳳儀更改保險單內容及企圖提取保險單10萬元結餘。[49]
- 5月2日︰五一黃金周假期有大批內地旅客訪港，其中港鐵落馬洲站晚上因手機網絡緩慢導致無法啟動付款二維碼購買車票，乘客不用拍卡出閘，以疏導人流。[50]
- 5月7日︰連鎖餐廳海皇粥店宣佈終止全部業務，100名員工向勞工處求助，指大部份人遭欠薪約1個月，金額約1,500萬元。[51]
- 5月12日︰政府提出訂立國安附屬法例，以先訂立、後審議方式進行，並在5月13日正式刊憲實施。當中包括禁止披露公署正採取的措施或偵查工作、必須遵從公署的法律文書、禁止提供虛假或具誤導性的資料或文件、禁止偽造公署文件，違者最高可判監7年和罰款50萬元。《維護國家安全（禁地宣布）令》亦列出六處禁地，為國安公署佔用的場所。
- 5月14日︰《星島日報》引述消息指，恒生銀行3月下旬發放花紅後進行裁員行動，個別部門削減幅度約10%至50%不等，行動有傳在6月底前完成。[52]
- 5月20日︰申訴專員公署被媒體發現網站移除了2023年4月之前的調查報告，合共有230項。[53]
- 5月21日︰
  - 廉署拘捕10名涉案男子，偵破長實觀塘安達臣道首置盤地盤紮鐵分判商，涉嫌節省成本及提高利潤而行賄工程顧問公司及總承辦商的地盤監督人員，導致項目6座住宅大廈全部出現鋼筋配置與圖則不符的情況。項目總承辦商為卓越天工建築公司，母公司興聯集團未有回應。[54]
  - 香港記者協會指有至少8個媒體平台或其他機構，合共20名人士被稅局要求追查稅項。[55]
- 5月22日︰
  - 傍晚5時許放工時間，港鐵將軍澳線因電力受阻而全線暫停服務，有列車在行駛時曾經傳出爆炸聲，之後車廂內沒有照明和冷氣供應。該列車受影響的需要等候30分鐘才能夠恢復電力行駛。受到事件影響，港島和將軍澳有大批市民等候巴士。[56]
  - 發展局公佈拒絕承建商精進建築續牌，禁止任何工程。[57]
- 5月23日：
  - 東鐵線的所有車站完成安裝月台閘門，從此所有港鐵重鐵車站均有裝上月台幕門或閘門
  - 香港競賽馬匹「遨遊氣泡」成為繼前香港馬王「翠河」之後香港賽馬史上第二匹香港三冠大賽總冠軍。
- 5月26日︰屯門公路在深夜時分爆水管，導致多條道路塞車，巴士線亦需改道。區內多個地方暫停食水及沖廁水供應。水管於5月28日凌晨約3時完成修復。不過政府新聞公報網頁並無提及事故。[58]
- 5月28日：立法會三讀通過飛機乘客離境稅增至200元，只有兩名議員投反對票。[59]
- 5月30日：
  - MIRROR演唱會事故，工程承辦商藝能3名職員被控串謀欺詐等罪，全部罪名不成立。
  - 国际调解院公约签署仪式在香港举行，33个国家现场签署公约，成为创始成员国[60]。
- 5月31日︰政府於當日零時零分收回大欖隧道，屆時所有車種收費「大幅」下調及清晨5時起實施隧道「易通行」系統。

### 6月
- 6月1日：粉嶺皇后山邨有居民發現水中含有黑色顆粒，水務署表示5月30日已經收到報告，並要求相關部門沖洗水缸及水喉管。其後水務署署長黃恩諾指黑點已經「沖走」，並強調「水質安全飲用」，但拒絕示範飲水。[61]
- 6月2日：一名賊人持刀打劫沙田第一城恒生銀行，刺傷一名女職員，並掠走38萬現金。警方曾經一度懷疑劫匪匿藏在第一城其中一座大廈單位，並出動飛虎隊。但賊人已經離境潛逃中國內地，一日後被深圳公安拘捕，並押解返港。涉案男子的女友亦涉嫌協助罪犯被捕。[62]
- 6月3日：警方國安處拘捕1男4女，年齡介乎24至38歲，涉嫌聲稱在中央駐港機構及啟德體育園內放置炸彈，同時在網上宣揚「台灣獨立」及「香港獨立」等信息。警方亦安排飛虎「水鬼隊」到紅磡海旁潛入水底，搜索在5月中被棄置的涉案手機。[63]
- 6月4日：六四事件36周年，警方在多區進行戒備，包括派出人員在獅子山山頂紮營駐守。在銅鑼灣維園，有身穿黑衣的男子手持電子蠟燭被警員帶走，亦有市民在街上舉起雨傘默站和持花被截查。[64]
- 6月5日：警方拘捕4名嶺南大學學生會骨幹成員，涉嫌盜竊大學學生會約100萬元款項。
- 6月6日：正在赤柱監獄服刑的黃之鋒被警方拘捕，涉嫌2020年違反串謀勾結外國或者境外勢力，危害國家安全罪。
- 6月8日：食環署向新簽發及續期牌照施加國安條件，涵蓋範圍包括食肆、食物製造、泳池、娛樂場所等牌照。違反者會被打牌。[65]
- 6月10日：警方國安處提醒市民切勿下載台灣手機遊戲「逆統戰:烽火」，指有宣揚「台獨」、「港獨」等分裂國家的主張。市民若下載或課金可能被視為管有煽動刊物。[66]
- 6月12日：中央駐港維護國家安全公署與警方國安處展開聯合行動拘捕6人，涉及一個組織。涉嫌於2020年11月至2024年6月期間，干犯《香港國安法》第29條「勾結外國或者境外勢力危害國家安全」罪
- 6月24日：
  - 大班麵包西餅全線結業。
  - 2025年6月24日下午，姜濤在中西區海濱長廊近西區副食品批發市場處墮海，被海事處船隻救起送至中環碼頭上岸，轉送瑪麗醫院，經初步治理後，再轉往私家醫院繼續求醫。姜濤的所屬公司稱他跑步時感到頭暈不適，但醒來時已被救起。姜濤解釋指當時跨出欄杆外看日落，不小心遇險， 幸好獲熱心市民及海事處船隻工作人員救起送院。
- 6月27日：
  - 民主派團體社民連宣佈七一前解散。
  - 戲院嘉禾院線宣佈全線結業。

### 7月
- 7月2日：政制及內地事務局公布，建議立法設立同性伴侶關係登記機制，擬登記的同性伴侶必先已在香港以外註冊，但只可享有醫院探視、參與醫療決定，同時包括處理身後事宜。[67]
- 7月3日：
  - 保安局向立法會保安事務委員會提交文件，裁判官可發出手令，授權懲教署向在囚人士及候審在囚人士施加限制，包括可用國安理由禁止探訪、見律師，身穿私人衣服和廢除「私飯」安排。[68]
  - 山東艦編隊一連五天訪港，抵港期間有9條離島渡輪服務航線在早上繁忙時間暫停服務，有乘客認為安排擾民，對此感到無奈。[69]
- 7月8日：行政長官會同行政會議批准北環線項目第一部分財務安排，並將支線項目合拼為同一項目，爭取在2034年同步通車。項目同時計劃引入內地標準加快建造。港鐵亦獲得10幅合共約26公頃用地用作物業發展，作為財務資助。[70]
- 7月9日：法國美妝集團 L’Oréal（歐萊雅）香港分部傳裁員200人，並將併入內地分部。L’Oréal香港分部未有回應。[71]
  - 警方國安處拘捕4名「香港民主建國聯盟」成員，年齡介乎15歲至47歲，涉串謀顛覆國家政權罪。[72]
  - 政務司長陳國基領導的「應對極端天氣督導委員會」作出「超前準備」，罕有提早一天宣告7月11日中、小、幼停課，但最後當日並沒有下大雨。市民質疑停課決定。
- 7月12日：香港大學一名法律系男學生，涉嫌利用人工智能(AI)軟件，把30個女性的照片生成逾700張裸露色情圖片。個人資料私隱專員公署於7月15日表示已就事件展開刑事調查。[73]
- 7月15日：政府提出就網約車進行立法工作，包括就運營平台、司機和車輛進行發牌規管。
- 7月20日： 颱風韋帕正面吹襲香港，天文台在上午9時20分發出十號颶風信號，是繼2023年超強颱風蘇拉後，2年以來首個十號信號，亦是計1999年颱風約克後，首個以颱風強度襲港而需要令天文台發出十號信號的熱帶氣旋。
- 7月21日：警務處處長周一鳴今日（21日）接受報章訪問指，警隊會加強推行「智慧警政」政策，截至上月底，警方透過「脫眼」閉路電視計劃，在多區偵破351案件，包括多宗盗竊、傷人及5宗謀殺案。[74]
- 7月23日：
  - 警方國安處拘捕一名18歲男子，涉嫌三次同日在尖沙嘴中港城商廈洗手間寫上煽動他人對政府的憎恨及作出不守法行為。
  - 一名女變男的跨性別人士因法例限制，要求擴闊《公廁（行為及舉止）規例》中，對「男性」及「女性」的定義。高等法院裁定跨性別人士勝訴，認為條例有違憲之嫌，不過法官同時宣告相關條文無效押後一年。環境及生態局指會仔細研究判詞，考慮上訴。
- 7月25日：
  - 警方國安處公布懸紅通緝袁弓夷、何良懋等19人，涉及境外籌組、成立或參與名為「香港議會」的顛覆組織。
  - 警方計劃將商場、商廈及工廈的閉路電視系統接駁至「脫眼」閉路電視計劃。初步採用自願性質。
- 7月27日：荃灣悅來酒店發生4屍命案。警方在凌晨四時接報一名男子由酒店高處墮下，送院後不治。而房間內有一名女子和兩名男童昏迷，房內亦有血跡，救護員經搶救後，證實全部不治。[75]
- 7月31日：
  - 的士司機陳輝旺於2012年被警員箍頸後一個月死亡，死因庭陪審團以4比1裁定警員非法被殺。保安局局長鄧炳強指涉案警員仍在警隊，將研究判詞並採取下一步行動，又稱會加強培訓。[76]
  - 保安局局長鄧炳強宣布「太空油毒品」重新命名為「依咪酯」。[77]
  - 深夜11時，旺角洗衣街唐樓建煌華廈發生致命火警，造成三死一傷。消防處經初步調查後認為起火原因與單位冷氣機旁邊的光管有關。[78]

### 8月
- 8月1日：
  - 在1995年成立的保護海港協會宣布解散。[79]
  - 國安處拘捕43歲男子，涉恐嚇數個傳媒要求報道特定內容，包括籌備支援國安犯及撐制裁網站，否則縱火銷毀其辦公室。[80]
- 8月5日：
  - 警方早上接報，在灣仔堅尼地道發現一具無頭屍體，經初步調查後發現是一名從堅尼地道48號單位墮下的54歲外籍男。[81]
  - 同受西南氣流影響，香港天文台在一星期內第4次發出黑色暴雨警告，天文台總部的雨量同時創出1884年8月份單日最高紀錄，全港多區均出現水浸，其中住在西沙官坑村的居民表示有大量雨水和泥水不斷湧入單位，導致傢俬及電器報廢，質疑水浸與新鴻基地產的西沙路擴闊工程有關，令該村變成低窪地區。[82]
- 8月8日：深圳補習社「摘星DSE」與崇正中學合辦文憑試課程，涉違規「借殼辦學」。教育局對此不滿，按《教育條例》暫停該校舍內繼續營辦。而「摘星」澄清只負責代理招生。[83]
- 8月10日：
  - 深水埗長沙灣道恒滿樓揭發一宗雙屍謀殺案，一名有精神病紀錄的52歲女子殺害85歲母親及47歲有唐氏綜合症的男子。據悉社工登門家訪才揭發兇案。[84]
  - 一名63歲男子因不滿超市職員的態度，在膠樽裝汽水加入尿液後，之後將「加系可口可樂」及「七喜」放上多間超市貨架作為報復。一名9歲男童在7月時飲用疑被「加料」汽水後感到不適，求醫後才揭發事件。警方拘捕一名被捕63歲男子，被控一項意圖損害等而施用毒藥等罪，並檢獲11支懷疑有問題的飲品，經化驗後不排除含有尿液，但沒有毒藥成分。而兩大超市已經將涉事產品下架。[85]
- 8月16日：
  - 港鐵小蠔灣車廠發生致命工業意外，一名年僅20歲男學徒於車廠內遭溜後工程車撞倒，並夾於牆身，送院搶救後不治。[86]
  - 政府物流服務署宣布中止對鑫鼎鑫商貿公司向政府部門提供名為「鑫樂觀音山」桶裝飲用水的價值5000萬元合約，並交由警方調查。[87]。
- 8月18日：因應香港政府採購冒牌樽裝水事件，警方拘捕鑫鼎鑫兩名負責人，在元朗貨倉檢獲2.6萬支樽裝水，同時追查源自東莞樟木頭一間水廠。一名內地人正被通緝。政府物流服務署決定終止另外三張與鑫鼎鑫公司負責人相關的化學品合約。

### 11月
- 11月9日：中華人民共和國第十五屆全國運動會開幕。

### 12月
- 12月7日：2025年香港立法會選舉，第八屆立法會全部90個議席將於2026年1月1日就任及預計將於2026年1月2日立法會宣誓及行政長官李家超為議員監誓

## 預定事件

### 時間未定
- 香港中醫醫院預計將於本年正式投入運作
- 中九龍幹線預計將於本年底通車
- 有線新聞總主播王巧預計將於本年成功打破亞視榮休主播伍國任保持的舊紀錄，成為香港電視史上第一位連續任職28年的新聞主播

## 逝世

### 1月
- 1月10日：邵家臻（55歲），社工，前香港立法會議員，因胃癌於伊利沙伯醫院病逝。[88]
- 1月15日：威爾頓（15歲），愛爾蘭出生的香港競賽馬，馬主為鄭強輝，2013至2014年度馬季香港馬王，因腹絞痛在澳洲Living Legends牧場（英语：Living Legends (charity)）離世。[89]
- 1月23日：何敬源（98歲），香港富豪雪糕創辦人之一，於澳洲珀斯安詳離世。[90]
- 1月31日：潘江偉（102歲），工聯會創始人，於北區醫院病逝。[91]

### 2月
- 2月4日：俞明（100歲），香港影視男演員，於睡夢中安詳離世。[92]
- 2月21日：方大同（41歲），美籍香港創作男歌手，因病於雲南省大理市逝世。[93]

### 3月
- 3月2日：吳家瑋（87歲），香港物理學家，香港科技大學創校校長，於美國三藩市逝世。[94]
- 3月6日：黃漢威（99歲），香港建築師，有「香港醫院之父」之稱，為前衛生福利司黃錢其濂丈夫。[95]
- 3月11日：夏春秋（93歲），香港資深男演員及電視節目《六合彩》首任主持人，藝人吳君如、吳君祥之父。[96]
- 3月13日：李國祥（60歲），香港男歌手，因肺癌於內地家中病逝。[97]
- 3月17日：李兆基（97歲），香港企業家、慈善家，人稱「四叔」，恒基兆業創辦人，於住所離世。[98]
- 3月19日：盧國沾（75歲），香港填詞人，香港粵語流行樂壇早期的三大填詞人之一，於睡夢中逝世。[99]
- 3月20日：活力先生（34歲），澳洲出生的純種馬及香港競賽馬，馬主為榮智健，1995至1996年度馬季香港馬王，也是香港首匹短途三冠馬王，於英國逝世。[100]
- 3月26日：蔡萱（78歲），知名媒體人，香港作家蔡瀾胞弟。因急性白血病於新加坡病逝。[101]
- 3月27日：谷峰（94歲），香港男演員。於家中離世。[102][103]
- 3月29日：麥惠文（89歲），香港粵樂家及粵劇樂師。於家中離世。[104]

### 4月
- 4月5日：嫡愛心（5歲），澳洲出生的香港競賽馬，遠征阿拉伯聯合酋長國杜拜美丹馬場出戰國際一級賽阿喬斯短途錦標時因意外收停，最終未能完成賽事並須於杜拜馬醫院（Dubai Equine Hospital）人道毀滅。[105][106]
- 4月7日，秦天南（76歲），香港中學教師、作家、電影編劇。[107]
- 4月8日，梁齊昕（33歲），第四任香港特別行政區行政長官、時任全國政協副主席梁振英次女。於香港筲箕灣愛德街1號香港逸蘭蘇豪東服務式公寓被證實當場不治身亡。[108]
- 4月16日，伍蘊寧（48歲），德萃小學副校長，大腸癌病逝。
- 4月27日，自由島（5歲），日本出生的日本競賽馬，遠征香港沙田馬場出戰國際一級賽女皇盃，賽事中途被騎師川田將雅拉停，最終未能完成賽事並須於賽後接受人道毀滅。[109][110]

### 5月
- 5月19日，謝志堅（49歲），馬尼拉人質事件殉職領隊謝廷駿之兄長。[111]
- 5月27日，李清詞牧師（93歲），中華基督教會香港區會前副總幹事，香港首位獲按立的女牧師。[112]
- 5月30日：方剛（78歲），香港影視男演員。[113]
- 5月31日：陳瑤琴（102歲），香港足球界人士，曾多年擔任香港足球總會副會長，被亞洲足球協會譽為「亞洲女子足球教母」。[114]

### 6月
- 6月3日，楊捷康（71歲），香港前配音員。
- 6月12日，何柱國（75歲），香港商人、曾任香港煙草有限公司董事會主席、星島新聞集團董事會主席。[115]
- 6月23日，唐佳（88歲），香港資深武術指導、影視男演員及導演，香港女藝人雪妮丈夫。被人發現在香港佐敦柯士甸道、覺士道及松山道交界處墮樓身亡，身首異處。[116]
- 6月25日，蔡瀾（83歲），新加坡籍香港作家、電影製片人、美食評論家，「香港四大才子」之一。於養和醫院因癌症及肺感染安詳離世。[117]

### 7月
- 7月3日，雪妮（79至80歲），香港影視女演員，因胰臟癌於醫院病逝。[118]
- 7月4日，周驄（92歲），香港影視男演員，有「TVB御用爺爺」之稱，因肺炎病逝。[119]
- 7月16日，黃泰來（75歲），香港電影導演，因喉癌病逝。[120]
- 7月21日，蘇子傑，資深球評人，綽號「肥蘇」。[121]
- 7月23日，郭靄筠（18歲），中六畢業生，懷疑於獅子山獨自遠足時失蹤，9天後證實身故，失蹤期間引發大批市民自發登山進行搜救行動。
- 7月27日，胡鴻烈（105歲），香港教育家、執業大律師及政治人物，香港樹仁大學創辦人之一，曾任香港立法局議員及市政局議員。在香港寓所安詳離世。[122]

### 8月
- 8月2日，郭永昌（69歲），元朗八鄉鄉事委員會主席兼元朗區議會當然議員。[123]
- 8月18日，盛品儒（48歲），香港商人，前任亞洲電視執行董事，因肝癌病逝。[124]

## 其他資訊

### 周年紀念日

#### 6月
- 6月4日：六四事件36週年。
- 6月9日：反送中6週年。

#### 7月
- 7月1日：香港特別行政區成立28週年。

#### 9月
- 9月12日：香港迪士尼樂園開園20週年。
- 9月28日：雨傘革命11周年。

#### 10月
- 10月1日：中華人民共和國成立76周年及香港南丫海難13周年。

### 活動
- 2024年12月29日至至1月5日：世界男子職業網球ATP巡迴賽
- 1月2日至26日：藝穗節
- 1月23日至29日：香港年宵花市
- 1月29日：新春花車巡遊2025「新春國際匯演之夜」
- 2月9日：渣打馬拉松2025
- 1月17日至7月13日：M+博物館畢加索展覽「畢加索：與亞洲對話」
- 3月2日至3月17日：鴨脷洲洪聖傳統文化節
- 3月14日至3月23日：香港花卉展覽
- 3月21日至23日：ComplexCon香港
- 3月26日至30日：Art Central
- 3月28日至30日：巴塞爾藝術展（Art Basel）香港展
- 3月23日至3月31日：HKwalls街頭藝術節
- 3月28至30日：香港國際七人欖球賽
- 4月1日至7月31日：香港流行文化節2025
- 4月27日至5月6日：長洲太平清醮
- 6月7日至8日：香港國際龍舟邀請賽
- 6月18日至6月22日：世界女排聯賽香港2025
- 6月20日至6月29日：香港巴西狂歡節
- 10月：香港單車節
- 11月9日至11月21日：第十五屆全國運動會

### 節慶
下列節慶，如無註明，均是香港的公眾假期，同時亦是法定假日（俗稱勞工假期）。有 # 號者，不是公眾假期或法定假日（除非與星期日或其它假期重疊）。
- 1月1日（星期三）：元旦
- 1月29日（星期三）：農曆年初一
- 1月30日（星期四）：農曆年初二
- 1月31日（星期五）：農曆年初三
- 4月4日（星期五）：清明節及兒童節 #
- 4月18日（星期五）：耶穌受難節（是公眾假期，但不是法定假日）
- 4月19日（星期六）：耶穌受難節翌日（是公眾假期，但不是法定假日）
- 4月21日（星期一）：復活節星期一（是公眾假期，但不是法定假日）
- 5月1日（星期四）：勞動節
- 5月5日（星期一）：佛誕
- 5月31日（星期六）：端午節
- 7月1日（星期二）：香港特別行政區成立紀念日
- 10月1日（星期三）：中華人民共和國國慶日
- 10月6日（星期一）：中秋節 #
- 10月7日（星期二）：中秋節翌日
- 10月29日（星期三）：重陽節
- 10月31日（星期五）：萬聖夜 #
- 12月21日（星期日）：冬至（是法定假日或公眾假期，根據法定假日放假的機構，或會聖誕節放假，冬至不放假。部份機構或會提早下班）
- 12月24日（星期三）：平安夜#（不是公眾假期或法定假日，但部份機構或會提早下班或放假一天）
- 12月25日（星期四）：聖誕節（根據法定假日放假的機構，或會冬至放假，聖誕節不放假）
- 12月26日（星期五）：聖誕節後第一個周日
- 12月31日（星期三）：公曆除夕# （不是公眾假期或法定假日，但部份機構或會提早下班或放假一天）

### 獎項

#### 萬千星輝頒獎典禮2024
| 榮譽               | 得獎人物  | 得獎節目／劇集 |
| ------------------ | --------- | --- |
| 最佳劇集           | 不適用    | 《反黑英雄》 |
| 最佳男主角         | 張振朗    | 《反黑英雄》 |
| 最佳女主角         | 龔嘉欣    | 《企業強人》 |
| 最佳男配角         | 林景程    | 《反黑英雄》 |
| 最佳女配角         | 傅嘉莉    | 《反黑英雄》 |
| 飛躍進步男藝員     | 阮浩棕    | - 《廉政行動2024》 - 《異空感應》 - 《家常便飯爭霸戰》                                                                                                 |
| 飛躍進步女藝員     | 陳曉華    | - 《巾幗梟雄之懸崖》 - 《異空感應》 - 《玩轉深中懶人包》                                                                                               |
| 最佳綜藝節目       | 不適用    | 《中年好聲音2》 |
| 最佳資訊及專題節目 | 不適用    | 《東張西望》 |
| 最佳男主持         | 區永權    | - 《東張西望》 - 《瞬間直擊半小時》 - 《呃錢》 - 《歡樂滿東華2024》                                                                                    |
| 最佳女主持         | 陳貝兒    | - 《2024香港小姐競選決賽》 - 《奧運健兒大匯演》 - 《無窮之路IV——一帶一路》 - 《香港同胞慶祝中華人民共和國成立七十五週年文藝晚會》 - 《萬千星輝賀台慶》 |
| 最受歡迎電視歌曲   | 姚焯菲    | 《愛·回家之開心速遞》 |
| 最佳男新人         | 張馳豪    | 不適用 |
| 最佳女新人         | 陳懿德    | 不適用 |
| 最佳衣著男藝人獎   | 陳豪      | 不適用 |
| 最佳衣著女藝人獎   | 王敏奕    | 不適用 |
| 專業精神獎         | TVB體育組 | 不適用 |
| 萬千光輝榮譽大獎   | 鍾志光    | 不適用 |

#### 叱咤樂壇流行榜頒獎典禮2024
- 叱咤樂壇男歌手金獎：陳卓賢
- 叱咤樂壇女歌手金獎：Gin Lee
- 叱咤樂壇組合金獎：Dear Jane
- 叱咤樂壇至尊歌曲大獎：《會再見的》
- 叱咤樂壇至尊唱片大獎： 《Interlude》
- 叱咤樂壇我最喜愛的男歌手：姜濤
- 叱咤樂壇我最喜愛的女歌手：鄭秀文
- 叱咤樂壇我最喜愛的組合：MIRROR
- 叱咤樂壇我最喜愛的歌曲：《好得太過份》

#### 第43屆香港電影金像獎
| 榮譽             | 得獎人物                              | 得獎電影           |
| ---------------- | ------------------------------------- | ------------------ |
| 最佳電影         | 不適用                                | 《九龍城寨之圍城》 |
| 最佳導演         | 鄭保瑞                                | 《九龍城寨之圍城》 |
| 最佳編劇         | 陳茂賢、鄭緯機                        | 《破·地獄》        |
| 最佳男主角       | 劉青雲                                | 《爸爸》           |
| 最佳女主角       | 衛詩雅                                | 《破·地獄》        |
| 最佳男配角       | 朱栢康                                | 《破·地獄》        |
| 最佳女配角       | 谷祖琳                                | 《爸爸》           |
| 最佳新演員       | 蘇文濤                                | 《爸爸》           |
| 最佳攝影         | 鄭兆強                                | 《九龍城寨之圍城》 |
| 最佳剪接         | 張嘉輝                                | 《九龍城寨之圍城》 |
| 最佳美術指導     | 麥國強、周世鴻                        | 《九龍城寨之圍城》 |
| 最佳服裝造型設計 | 余家安、葉嘉茵                        | 《九龍城寨之圍城》 |
| 最佳動作設計     | 谷垣健治                              | 《九龍城寨之圍城》 |
| 最佳音響效果     | 姚俊軒、張文愷、杜本立                | 《九龍城寨之圍城》 |
| 最佳視覺效果     | 林駿宇、馬肇富、林嘉樂、余國亮        | 《九龍城寨之圍城》 |
| 最佳原創電影音樂 | 朱芸編                                | 《破·地獄》        |
| 最佳原創電影歌曲 | 《普渡眾生》 作曲、填詞、主唱：林家謙 | 《破·地獄》        |
| 新晉導演         | Robin Lee                             | 《香港四徑大步走》 |
| 最佳亞洲華語電影 | 不適用                                | 《老狐狸》         |
| 專業精神獎       | 姜小亮、韓冬青                        | 不適用             |
| 終身成就獎       | 徐克、施南生                          |                    |